# Bruno Bigoni

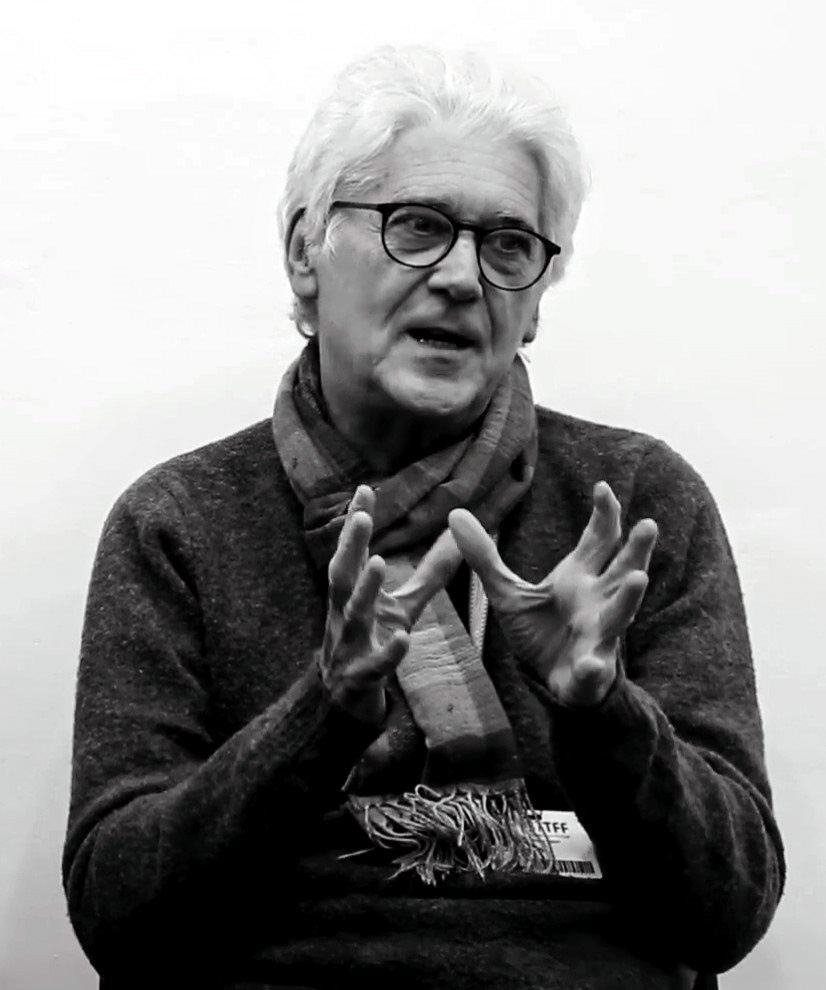
Bruno Bigoni

Bruno Bigoni (* 1950 in Mailand) ist ein italienischer Filmregisseur und Drehbuchautor.

## Leben
Bigoni wurde in Bologna maturiert und kannte von dort Gabriele Salvatores und die anderen Gründer des Teatro dell'Elfo. Sein Studium der Geisteswissenschaften (Lettere e Filosofia) schloss er mit einer Arbeit über François Truffaut ab. Nach einigen Versuchen mit Kurzfilmen und als Schauspieler wandte er sich 1983 mit Live, den er mit Kiko Stella inszenierte, der Regie zu und konnte einige Beachtung in den Feuilletons erreichen. Seine ab 1986 folgenden Filme erreichten mit wenigen Ausnahmen – Veleno wurde 1993 als bester italienischer Film in Locarno ausgezeichnet – kein größeres Publikum und wurden zumeist auf Video veröffentlicht. 1996 arbeitete er fürs Fernsehen.
Neben diesen Tätigkeiten wirkte Bigoni vielfältig: Er ist an den Film Maker di Milano beteiligt, gründete die Zeitschrift Sperduti nel buio, lehrt an der Università Cattolica in Mailand und ist Direktor des Laboratorio Internazionale di Communicazione di Gremona del Friuli sowie Dozent an der Scuola Nazionale di Cinema.
Sein Kurzfilm Amleto… frammenti erhielt 1997 eine Auszeichnung beim Festival in Venedig. Seit Mitte der 1990er Jahre dreht Bigoni vor allem Dokumentarfilme.
2010 lehrte Bigoni an der Universität IULM.

## Filmografie (Auswahl)
- 1983: Live
- 1987: Amleto… frammenti (Kurzfilm)
- 1993: Veleno